# Håkan Jahnberg
Håkan Jahnberg, född 14 september 1903 i Kungsholms församling i Stockholm, död 14 december 1970 i Göteborg, var en svensk skådespelare.

## Biografi
Jahnberg studerade teater i Stockholm för Karin Alexandersson och Karin Swanström. Han debuterade 1929 på Hippodromteatern i Malmö. Efter att ha spelat amatörteater i Stockholm fick han 1930 engagemang hos Oscar Winge på Hipp i Malmö. Från 1937 var han verksam vid Göteborgs Stadsteater där han gjorde totalt 146 roller fram till sin pensionering1967. Sommartid turnerade han i folkparkerna med Karin Kavli. Han gästspelade på Vasan i Stockholm i komedin Barfota i parken 1965. 
Jahnberg filmdebuterade i Edvin Adolphsons Atlantäventyret 1934 och kom att medverka i knappt 20 film- och TV-produktioner. Den filmroll han fick mest uppmärksamhet för var som kyparen i Ingmar Bergmans Tystnaden 1963. 
Han var sedan 1937 gift med skådespelaren Berta Hall. De är begravda på Örgryte nya kyrkogård i Göteborg. Deras  son är skådespelaren Klas Jahnberg.

## Filmografi
- 1934 – Atlantäventyret
- 1934 – Uppsagd
- 1934 – Sången till henne
- 1936 – Stackars miljonärer
- 1936 – 65, 66 och jag
- 1937 – Lyckliga Vestköping
- 1937 – En flicka kommer till sta'n
- 1940 – Terror
- 1945 – Blod och eld
- 1951 – Bärande hav
- 1962 – Sankt Antonius underverk
- 1963 – En vacker dag
- 1963 – Munken går på ängen
- 1963 – Tystnaden
- 1964 – Slottstappning
- 1966 – Hemsöborna
- 1967 – Den röda kappan
- 1968 – Den gyllene porten
- 1968 – Petters och Lottas jul

## Teater

### Roller (ej komplett)
| År   | Roll                             | Produktion                                                                                | Regi             | Teater                                   |
| ---- | -------------------------------- | ----------------------------------------------------------------------------------------- | ---------------- | ---------------------------------------- |
| 1921 | Curio                            | Trettondagsafton eller Vad ni vill (Twelfth Night, or What You Will) William Shakespeare  | Gustaf Linden    | Helsingborgs stadsteater                 |
| 1930 | Sir Nicholas Vaux En budbärare   | Henrik VIII (The Famous History of the Life of King Henry the Eighth) William Shakespeare | Thomas Warner    | Oscarsteatern                            |
| 1932 | Jack Gay                         | Hustru mins familj (My Wife’s Family) Hal Stephens och Harry B. Linton                    | Hugo Bolander    | Lilla Teatern                            |
| 1932 | Tonny Hamilton                   | Gå och lägg dig, Tonny! (The Girl in the Limousine) Wilson Collison och Avery Hopwood     | Hugo Bolander    | Lilla Teatern                            |
| 1933 | Kurt Francke                     | Hurra, en pojke (Hurra, ein Junge) Franz Arnold och Ernst Bach                            | Hugo Bolander    | Lilla Teatern                            |
| 1933 |                                  | Storkens vikarie (Baby Mine) Margaret Mayo                                                | Hugo Bolander    | Lilla Teatern                            |
| 1933 | Hans Hannemann                   | Fröken Jutta från Calcutta (Die Familie Hannemann) Max Reimann och Otto Schwartz          | Hugo Bolander    | Lilla Teatern                            |
| 1933 | Tom Pellman                      | Älskarinna önskas Gunnar Malmberg                                                         | Hugo Bolander    | Lilla Teatern                            |
| 1933 |                                  | Parsängarna (Twin Beds) Edward Salisbury Field och Margaret Mayo                          | Hugo Bolander    | Lilla Teatern                            |
| 1934 |                                  | Allt för Marion (Alles für Marion!) Peter Hell                                            | Hugo Bolander    | Lilla Teatern                            |
| 1934 | Arvid Hellner                    | Tre jungfrur i ett harem A Gabelius                                                       |                  | Lilla Teatern                            |
| 1935 | Gordon Whitehouse                | Tala är silver... (Dangerous Corner) J.B. Priestley                                       |                  | Lilla Teatern                            |
| 1947 | Pensionären                      | Ett drömspel August Strindberg                                                            | Olof Molander    | Göteborgs stadsteater, 13 september 1947 |
| 1947 | Carl                             | Mig till skräck Ingmar Bergman                                                            | Ingmar Bergman   | Göteborgs stadsteater                    |
| 1949 |                                  | Brott och brott August Strindberg                                                         | Knut Ström       | Göteborgs stadsteater, 22 januari 1949   |
| 1949 | Doktorn                          | Spårvagn till lustgården (A Streetcar Named Desire) Tennessee Williams                    | Ingmar Bergman   | Göteborgs stadsteater                    |
| 1950 | Serenín de Bretal                | Guds ord på landet (Divinas palabras) Ramón del Valle-Inclán                              | Ingmar Bergman   | Göteborgs stadsteater                    |
| 1950 | Jim Lucas                        | Drömflickan (Dream Girl) Elmer Rice                                                       | Knut Ström       | Göteborgs stadsteater, 13 oktober 1950   |
| 1951 |                                  | Den kaukasiska kritcirkeln (Der kaukasische Kreidekreis) Bertolt Brecht                   | Bengt Ekerot     | Göteborgs stadsteater, november 1951     |
| 1952 | Varp, vävare                     | En midsommarnattsdröm (A Midsummer Night's Dream) William Shakespeare                     | Knut Ström       | Göteborgs stadsteater, 8 februari 1952   |
| 1952 |                                  | Dans under stjärnorna (L’Invitation au château) Jean Anouilh                              | Helge Wahlgren   | Göteborgs stadsteater, hösten 1952       |
| 1953 |                                  | Änglavakt (La Cuisine des anges) Albert Husson                                            | Helge Wahlgren   | Göteborgs stadsteater                    |
| 1953 |                                  | I sista minuten (Gli ultimi cinque minuti) Aldo de Benedetti                              | Helge Wahlgren   | Göteborgs stadsteater, hösten 1953       |
| 1953 | Doktor Wangel                    | Frun från havet (Fruen fra havet) Henrik Ibsen                                            | Torsten Hammarén | Göteborgs stadsteater, 26 november 1953  |
| 1954 | De Geer                          | Gustav III August Strindberg                                                              | Bengt Lagerkvist | Göteborgs stadsteater, 13 januari 1954   |
| 1955 | Henry Higgins                    | Pygmalion George Bernard Shaw                                                             | Herman Ahlsell   | Göteborgs stadsteater, 18 februari 1955  |
| 1959 |                                  | Besök av gammal dam (Der Besuch der alten Dame) Friedrich Dürrenmatt                      | Johan Falck      | Göteborgs stadsteater                    |
| 1963 | Nypon, konstapel vid stadsvakten | Mycket väsen för ingenting (Much Ado About Nothing) William Shakespeare                   | Johan Falck      | Göteborgs stadsteater, 11 oktober 1963   |
| 1963 |                                  | Apollon från Bellac (L’Apollon de Bellac) Jean Giraudoux                                  | Herman Ahlsell   | Göteborgs stadsteater                    |
| 1964 |                                  | Toreadorvalsen (La Valse des toreadors) Jean Anouilh                                      | Mats Johansson   | Göteborgs stadsteater, hösten 1964       |
| 1965 | Victor Velasco                   | Barfota i parken (Barefoot In the Park) Neil Simon                                        | Per Gerhard      | Vasateatern                              |